# VFW 614 (航空機)
VFW 614
Air Alsaceの VFW-614

（1977年 バーゼル・ミュールーズ空港)
- 用途：旅客機
- 分類：ナローボディ民間旅客機
- 製造者：VFW
- 運用者** ドイツ空軍
  - Air Alsace
  - TAT
  - Cimber air
- 初飛行：1971年4月5日
- 生産数：19機

VFW 614はドイツのVFW社（Vereinigte Flugtechnische Werke、フォッケウルフを買収した会社）が製作したジェット旅客機である。1971年4月5日に初飛行した。エンジンを主翼の上に取り付けるという特徴的なレイアウトを採用している。

## 概要
乗客数が40名クラスの小規模な機体であり、ボーイング737よりも小さく、それまでプロペラ機が使われていた市場を狙って1960年代の半ばから開発されたものである。短距離路線向けに1000機ほどの市場があるとみこまれ、そこにおけるシェアを獲得しようとする狙いであった。一般的なジェットエンジン配置は主翼下への配置であるが、VFW 614では主翼上に配置されている。このようなエンジン配置のメリットは離陸・着陸距離の短縮、未整備空港でのエンジンへの異物の進入の可能性を下げられること、主脚を短くできることなどがあった。主翼が地上への音を遮断するため騒音が小さいという副産物もあった。生産に際しては、フォッカーなど欧州航空機メーカと分業生産をおこなった。
エンジン開発の遅れ、オイルショックによって市場が縮小した時代になってしまったこともあって、極めて売れ行き不振のまま1977年に生産は中止された。生産数はわずか19機であった。
なお、元ルーマニア秘密警察の高官であったイオン・ミハイ・パチェパは回想録の中で、1974年頃に同国指導者であったニコラエ・チャウシェスクが、リビアのムアンマル・アル＝カッザーフィーから提供された資金と同国の諜報コネクションを用い、ルーマニア国内でのVFW614のライセンス生産と、ゆくゆくの軍事転用を試みていたと語っている。

## 諸元
- 全長: 20.60 m
- 全高: 7.84 m
- 翼幅: 21.50 m
- 翼面積: 64 m2
- 客室幅: 2.66 m
- 客室高: 1.92 m
- 空虚重量: 12,180 kg
- 離陸重量: 19,950 kg

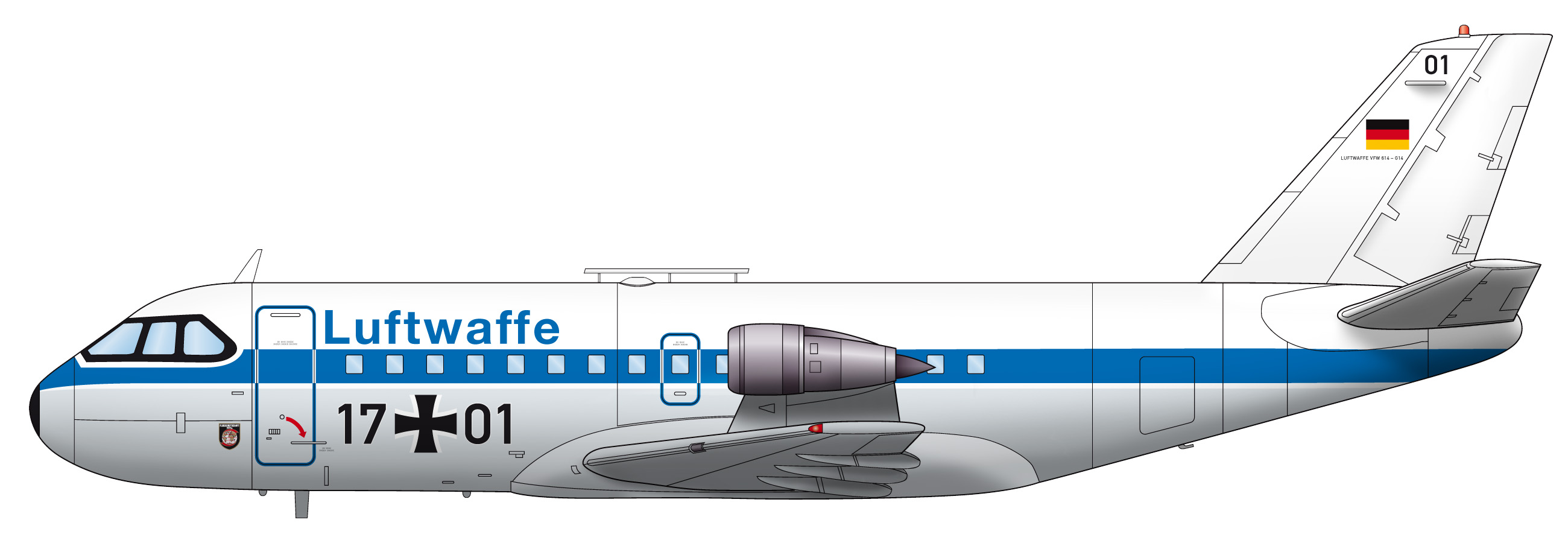
ドイツ空軍 VFW-614

- 最大速度: 735 km/h (Mach 0.60)
- 巡航速度: 700 - 720 km/h
- 上昇率:15.75 m/s
- 上昇限度: 7,600 m
- 離陸距離: 1,325 m
- 着陸距離: 1,100 m
- 航続距離: 2,010 km
- エンジン: 2×ロールス・ロイス/スネクマ M45H
- 推力:32.4 kN
- 乗員:2名
- 乗客:40-44名

## 運用した航空会社
皮肉なことに、ルフトハンザドイツ航空をはじめとするドイツの航空会社はVFW 614を採用しなかった。ドイツ国内で使用したのはドイツ空軍のみであった。VFW 614を採用した民間航空会社は下記のとおりである。
- Air Alsace（フランス）
- TAT (Touraine air transport)（フランス）
- Cimber air（デンマーク）

なお、Air Alsaceの機体の中にはエールフランスとの共同運行に使用され、エールフランスのロゴを併記したものもあった。

## 現在保有している組織
- ドイツ航空宇宙センター (Deutsches Zentrum für Luft- und Raumfahrt、DLR) - 現在も試験飛行を行なっている模様である。
- Lufthansa Technik